# Cervikale vertebrae
Nakkehvirvel, Øvre rygsøjle eller Cervikale vertebra (i flertal vertebrae) er de ryghvirvler der er placeret i nakken, direkte under kraniet.